# Barcelona (gebouw)
Woongebouw Barcelona, ook Albertcomplex, Bruno Albert of Barcelonaplein, is een appartementengebouw op het KNSM-eiland in Amsterdam-Oost.

## Ligging
Woongebouw Barcelona is gelegen in het zuidwestelijk deel van het KNSM-eiland. Het ligt tevens aan de Ertshaven, een van de havenbekkens van het Oostelijk Havengebied. Tussen het complex en de Ertshaven ligt de Levantkade, met aan de zuidzijde een wandelpromenade en aanlegsteigers voor woonschepen. Het gebouw wordt aan de noordzijde begrensd door de KNSM-laan, de belangrijkste doorgaande straat op het KNSM-eiland. Aan de westzijde ligt het Levantplein, dat grotendeels als verkeersvrije verblijfsruimte is ingericht. Aan de oostzijde ligt het 'buspleintje', een bij de KNSM-laan behorend plein dat geen eigen naam heeft gekregen. Midden in het bouwblok ligt een rond plein dat tot de openbare ruimte behoort, het Barcelonaplein.

## Naamgeving
Het gebouw heeft geen officieel vastgestelde naam. De in de volksmond veelgebruikte namen 'Albertcomplex', 'Albertgebouw' en '(Bruno) Albert' verwijzen naar de architect Bruno Albert. De benaming 'Barcelona' is in architectuurkringen de gebruikelijke aanduiding. De naam van het Barcelonaplein is wel officieel vastgesteld door de gemeente Amsterdam. Gebouw en binnenplein zijn genoemd naar de Spaanse havenstad Barcelona. Voor deze naam werd gekozen omdat de Koninklijke Nederlandse Stoomboot-Maatschappij (KNSM), die tussen 1903 en 1979 op het schiereiland gevestigd was, in het verleden een lijndienst onderhield tussen Amsterdam en Barcelona. In de omgeving verwijzen ook andere straatnamen naar de handelsbetrekkingen van Amsterdam met het Middellandse Zeegebied: Levantkade, Levantplein, Piraeusplein, Messinastraat, Venetiëstraat en Venetiëhof.

## Geschiedenis

### Havengebied
Het KNSM-eiland is, samen met het Java-eiland, eind negentiende eeuw aangelegd als uitbreiding van de Haven van Amsterdam. Omstreeks 1900 werd aan de zuidzijde van het IJ-eiland, zoals de twee schiereilanden toen genoemd werden, een kade aangelegd: de IJ-kade (later Javakade en Levantkade). In 1903 vestigde de Koninklijke Nederlandsche Stoomboot-Maatschappij (KNSM) zich in het oostelijk deel van de IJ-eiland. De eerste twee, circa 150 meter lange havenloodsen werden gebouwd aan de Levantkade, ter plaatse van het huidige Piraeusgebouw (loods 1) en Barcelona (loods 2). Verder verrezen aan de levantkade dienstwoningen, administratiegebouwen en (pas in 1960) een kantine- en ontspanningsgebouw voor het personeel van de KNSM. In het oostelijk deel van de kade was de Nieuwe Rijnvaart Maatschappij (NRM) gevestigd, een dochteronderneming van de KNSM. Over de Verbindingsdam liep een goederenspoorlijn, die zich op het eiland voortzette, ongeveer waar nu de KNSM-laan ligt.
Tegen het einde van de Tweede Wereldoorlog werd in een aantal loodsen aan de Levantkade en Surinamekade het Interneringskamp Levantkade (de naam is feitelijk incorrect) gevestigd, aanvankelijk bedoeld voor Nederlandse mannen die door de Duitsers waren opgepakt voor de Arbeitseinsatz, na de bevrijding voor 'foute' Nederlanders die van oorlogsmisdaden en collaboratie werden beschuldigd. Het kamp, waar de leefomstandigheden erbarmelijk waren, werd in juli 1946 ontruimd.
Na de oorlog volgde tot circa 1965 een periode van grote bloei voor de haven. In 1960 had de KNSM circa 6000 medewerkers. Daarna begon de achteruitgang. De havenbekkens in het Oostelijk Havengebied bleken niet diep genoeg voor moderne containerschepen, waardoor de havenactiviteiten zich geleidelijk verplaatsten naar het Westelijk Havengebied. In 1979 verliet de KNSM 'haar' eiland in het Oostelijk Havengebied. Krakers en kunstenaars namen omstreeks 1980 bezit van het KNSM-eiland; later volgden stadsnomaden, waarna een periode van verloedering aanbrak. Al vanaf het einde van de jaren zeventig bestonden er plannen om het gebied te ontwikkelen als woonwijk. De plannen werden diverse malen aangepast, waarbij de krakers er mede voor zorgden dat een deel van de oude havengebouwen gespaard bleef. In 1989 en 1990 werden de meeste havenloodsen gesloopt, waaronder loods 2, waar 'Blok 2' (Barcelona) moest verrijzen.

### Herontwikkeling
Het KNSM-eiland werd in de jaren negentig ontwikkeld naar een masterplan van architect-stedenbouwkundige Jo Coenen uit 1989. In de visie van Coenen paste een bebouwing met forse, gesloten woonblokken met binnenhoven, zogenaamde 'superblokken', gelegen aan een boulevard-achtige hoofdstraat, de KNSM-laan. Het eerste, 170 meter lange superblok, Barcelona, werd in 1990 in aanbouw genomen. Piraeus volgde een jaar later (1991-1994). De opdracht voor het ontwerp van het tweede superblok, in die tijd aangeduid als KNSM Blok 2, kwam van woningbouwvereniging Het Oosten. Via Coenen schakelden zij de Belgische architect Bruno Albert (1941-2023) in, die tot die tijd vrijwel uitsluitend in Luik en Maastricht had gebouwd. Na de ontruiming van het eiland (eind 1989) vond de sloop van de meeste loodsen plaats, waaronder loods 2, de locatie waar gebouw Barcelona moest verrijzen. Daarna begonnen de voorbereidende werkzaamheden voor de bouw. In 1991 werd de eerste steen gelegd en in mei 1993 was de bouw voltooid. Op 11 mei 1993 vereerden koning Boudewijn van België en koningin Fabiola het complex met een bezoek.

## Architectuur en kunst

### Gebouw

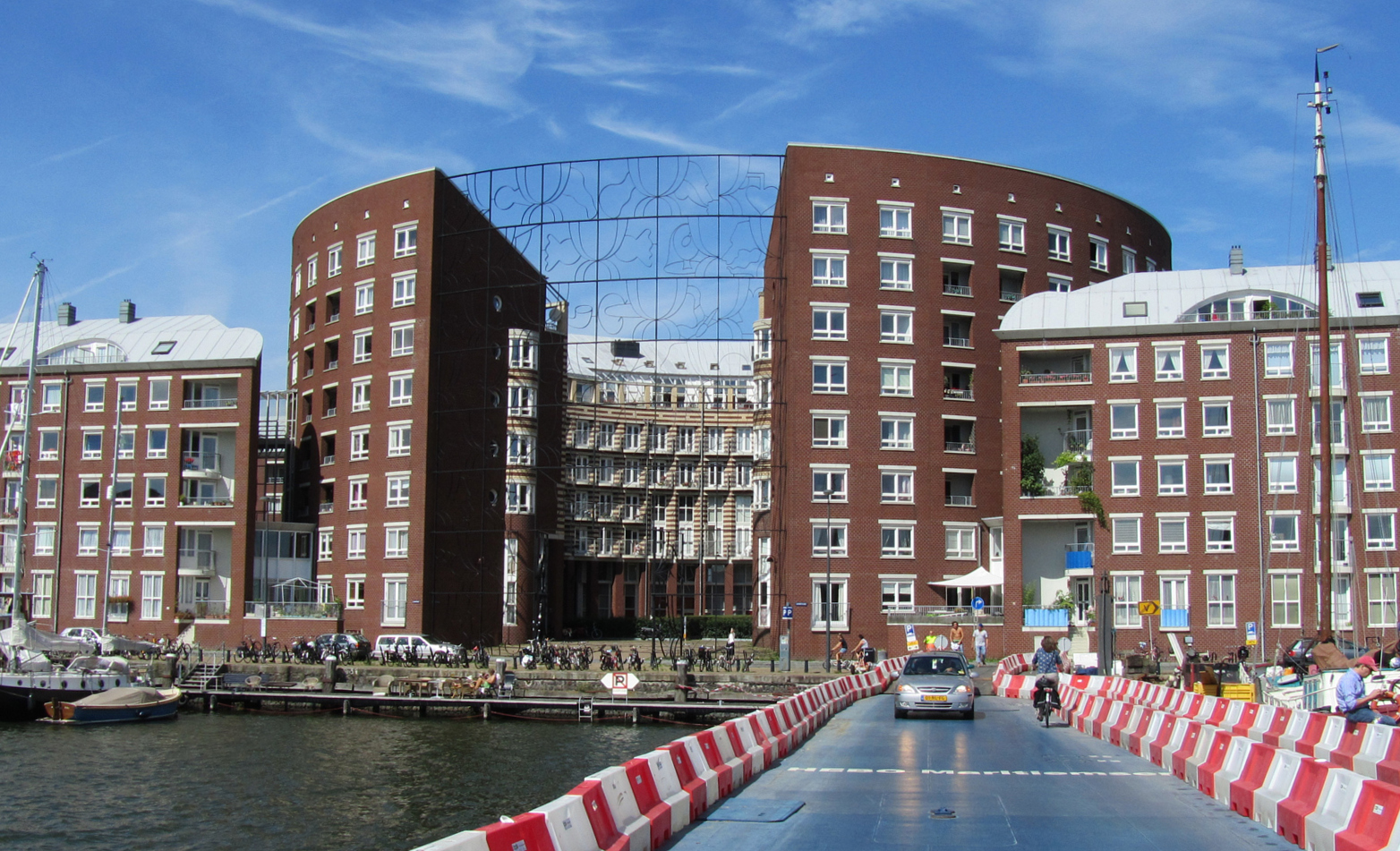
De 'centraalbouw' en delen van de zuidgevel, gezien vanaf een pontonbrug in de Ertshaven tijdens Sail 2010

De architect Bruno Albert ontwierp voor de oostelijke kavel tussen de KNSM-laan en de Levantkade een rechthoekig, gesloten bouwblok met binnenhoven. Het blok meet 170 bij 60 meter en telt zes bouwlagen (inclusief de kapverdieping). Albert doorbrak deze grondvorm met een centraal geplaatst cilindrisch volume van acht bouwlagen op een plein dat de naam Barcelonaplein kreeg. Deze 'centraalbouw' heeft een brede, gebouwhoge opening naar de Levantkade en de Ertshaven, afgesloten met een (open) hekwerk. Aan de noordzijde bevindt zich een smallere en minder hoge gevelopening, waar een luie trap vanaf de KNSM-laan toegang geeft tot het Barcelonaplein. Het complex is uitgevoerd in een enigszins archaïsch aandoende bouwstijl met raakvlakken aan het neoclassicisme en postmodernisme.
Het Albertcomplex bevat 321 woningen, oorspronkelijk allemaal in de sociale huursector. Vernieuwend was destijds de aanwezigheid van een videofoon, toen nog niet eerder op grote schaal toegepast binnen sociale woningbouw. In de loop der jaren zijn veel woningen verkocht aan huurders of nieuwe bewoners. Er zijn ongeveer 40 verschillende woningtypes, variërend van tweekamer- tot zeskamerwoning. Sommige hebben een standaard rechthoekige plattegrond; bij andere woningen is die aan de cilinderbouw of de vorm van het dak aangepast. Van de 321 woningen zijn er 67 maisonettes. De rest zijn appartementen. 48 woningen hebben een eigen toegang vanaf de straat, 108 zijn bereikbaar via een trapportiek en 165 via een lift. Daarnaast zijn er enkele bedrijfsruimten, zes commerciële ruimten aan het Levantplein en een ondergrondse parkeergarage.

### Buitengevels
Onder 'buitengevels' wordt hier verstaan de vier gevels die de buitenkant vormen van de langgerekte 'schoenendoos', die de basisvorm van het Albertcomplex is. De gevels aan de buitenzijde van het complex en die aan de (min of meer) rechthoekige binnenhoven zijn bekleed met rode baksteen. Dorpels en lateien zijn van grijze kunststeen. Opvallend zijn de vele halfronde, maar krap bemeten balkons, in kolommen boven elkaar geplaatst. De balkons op de vier hoeken van het gebouw lijken ruimer, maar deze zijn in tweeën gedeeld. Gezamenlijk vormen ze een soort ronde hoektorens. Een andere torenachtige structuur is verkregen door het opstapelen van halfronde erkers in de zijwanden aan de zuidzijde van het Barcelonaplein.
De mansardedaken van de rechte bouwdelen en het naar het midden toe schuin aflopende lessenaarsdak van de cilinderbouw zijn bekleed met zink, zoals voorgeschreven in het masterplan van Coenen (Piraeus heeft eveneens zinken daken). Onder de vrij hoge daken gaan twee kapverdiepingen schuil met dakramen en halfronde dakkapellen.

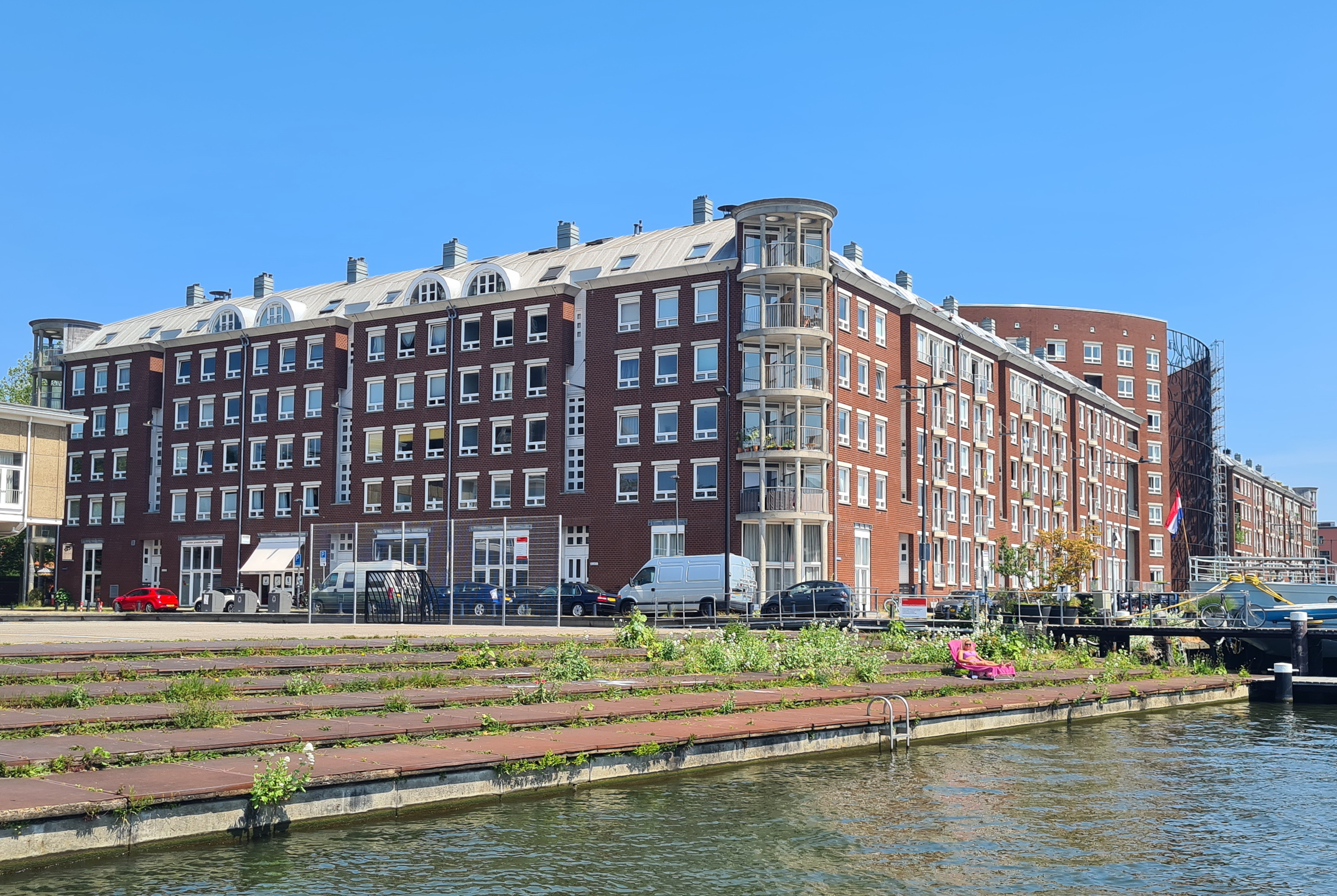
West- en zuidgevel
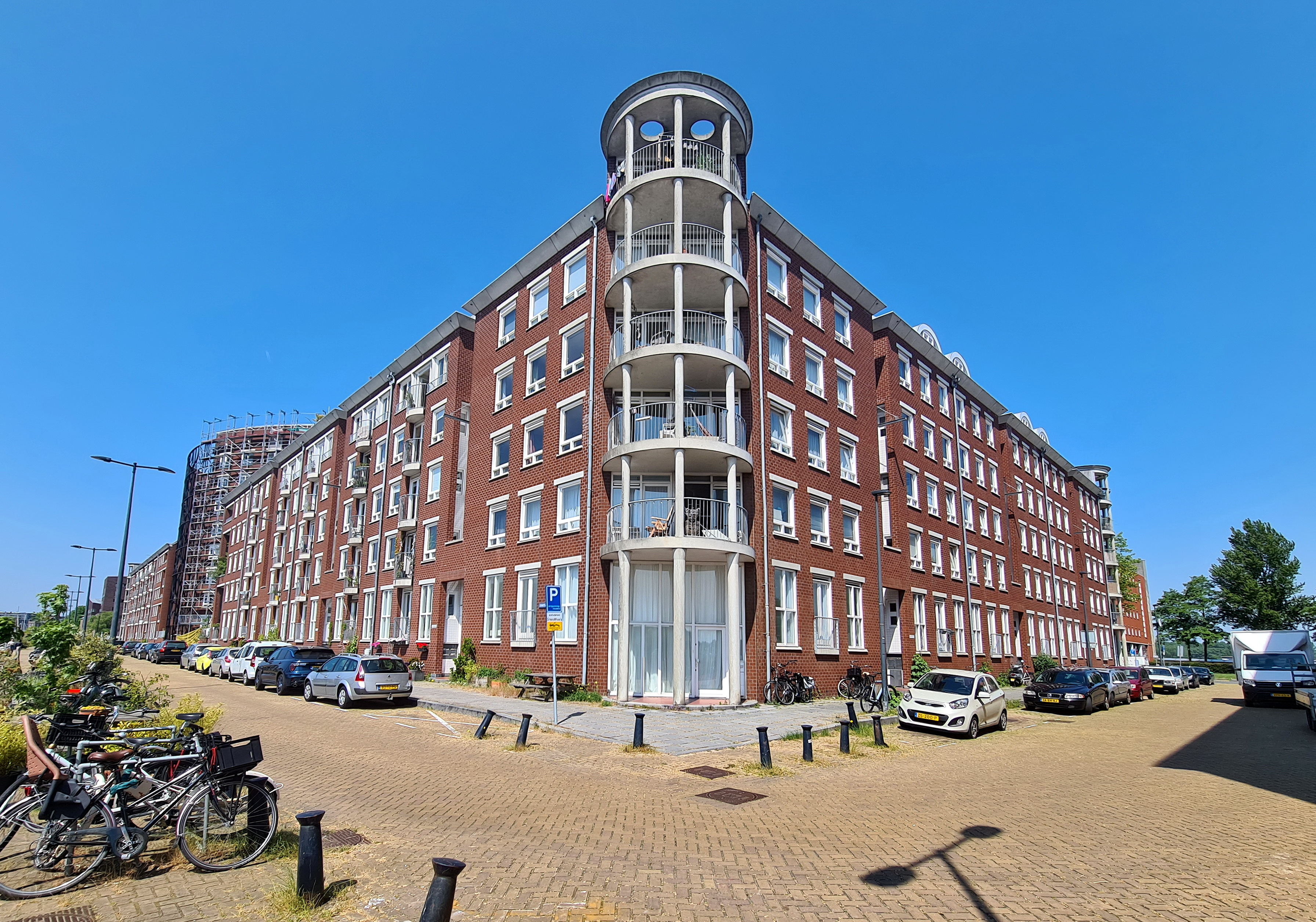
Zuid- en oostgevel
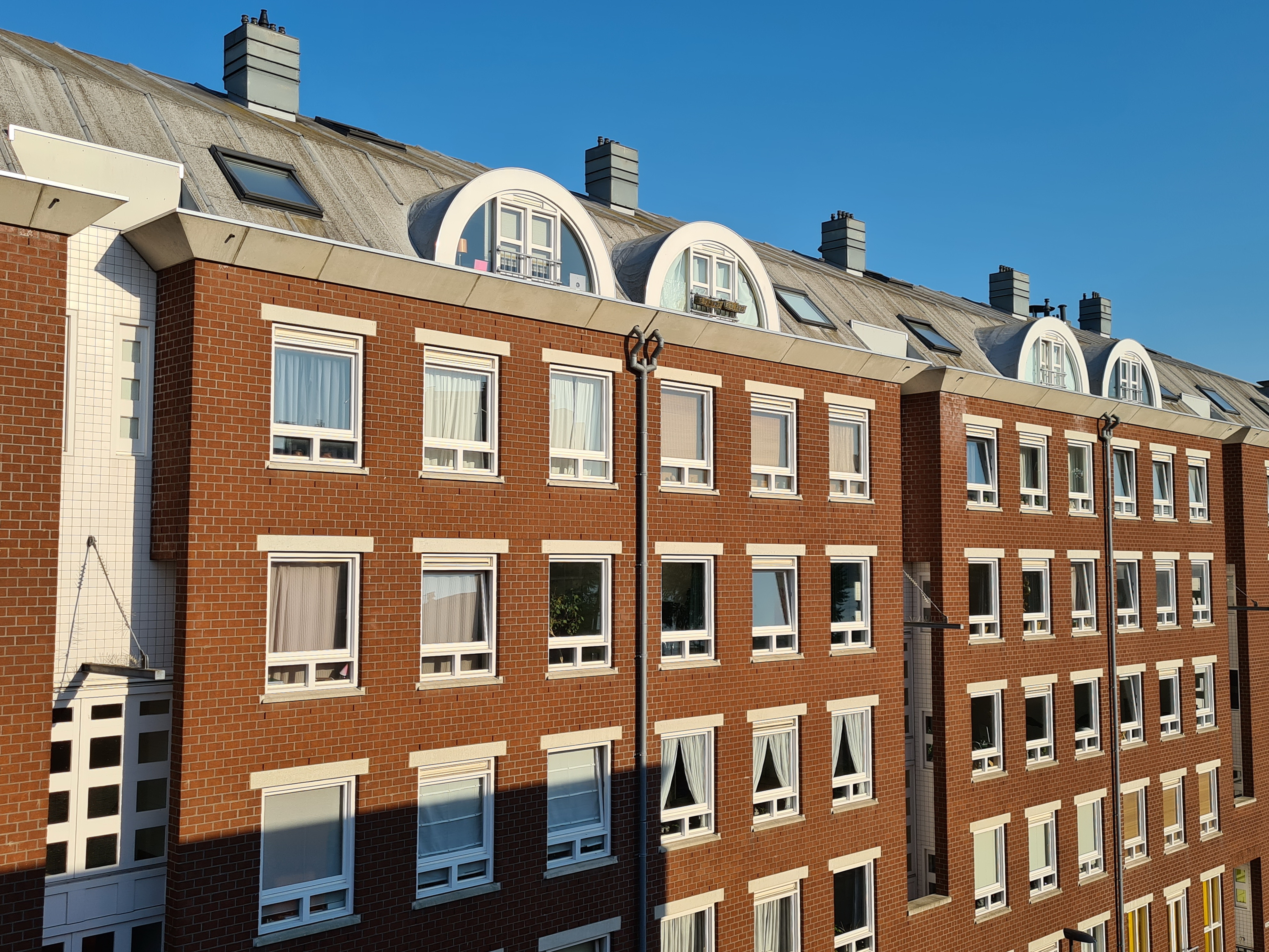
Deel van oostgevel
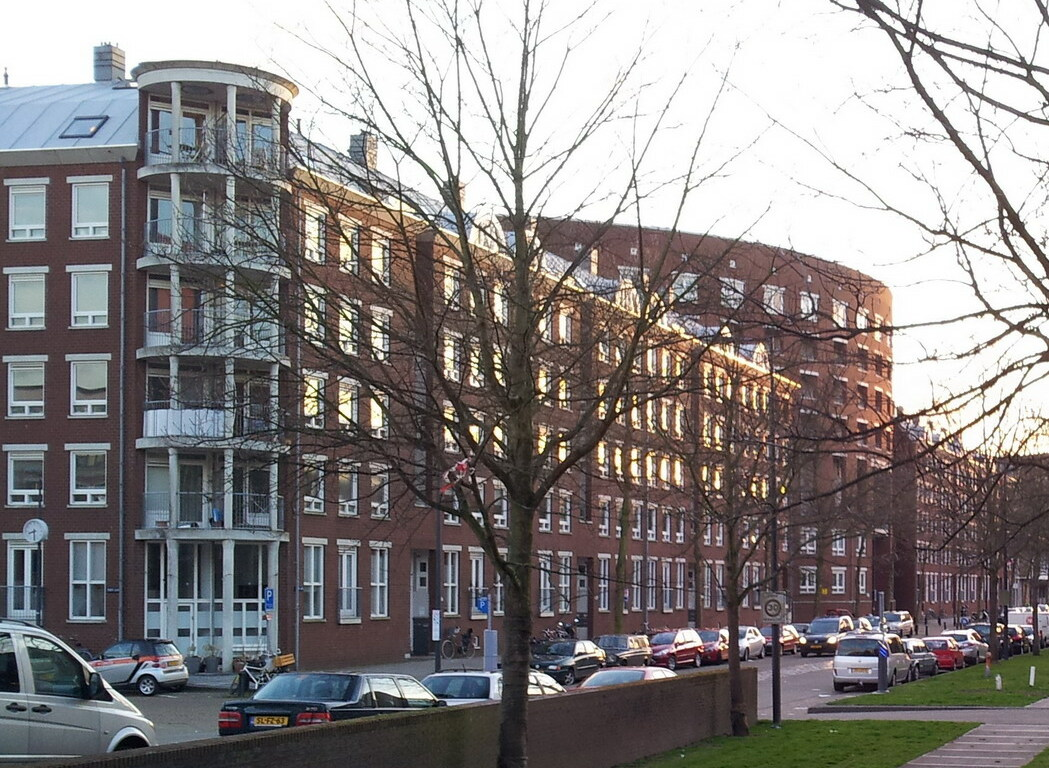
Noordgevel

### Barcelonaplein en binnenhoven

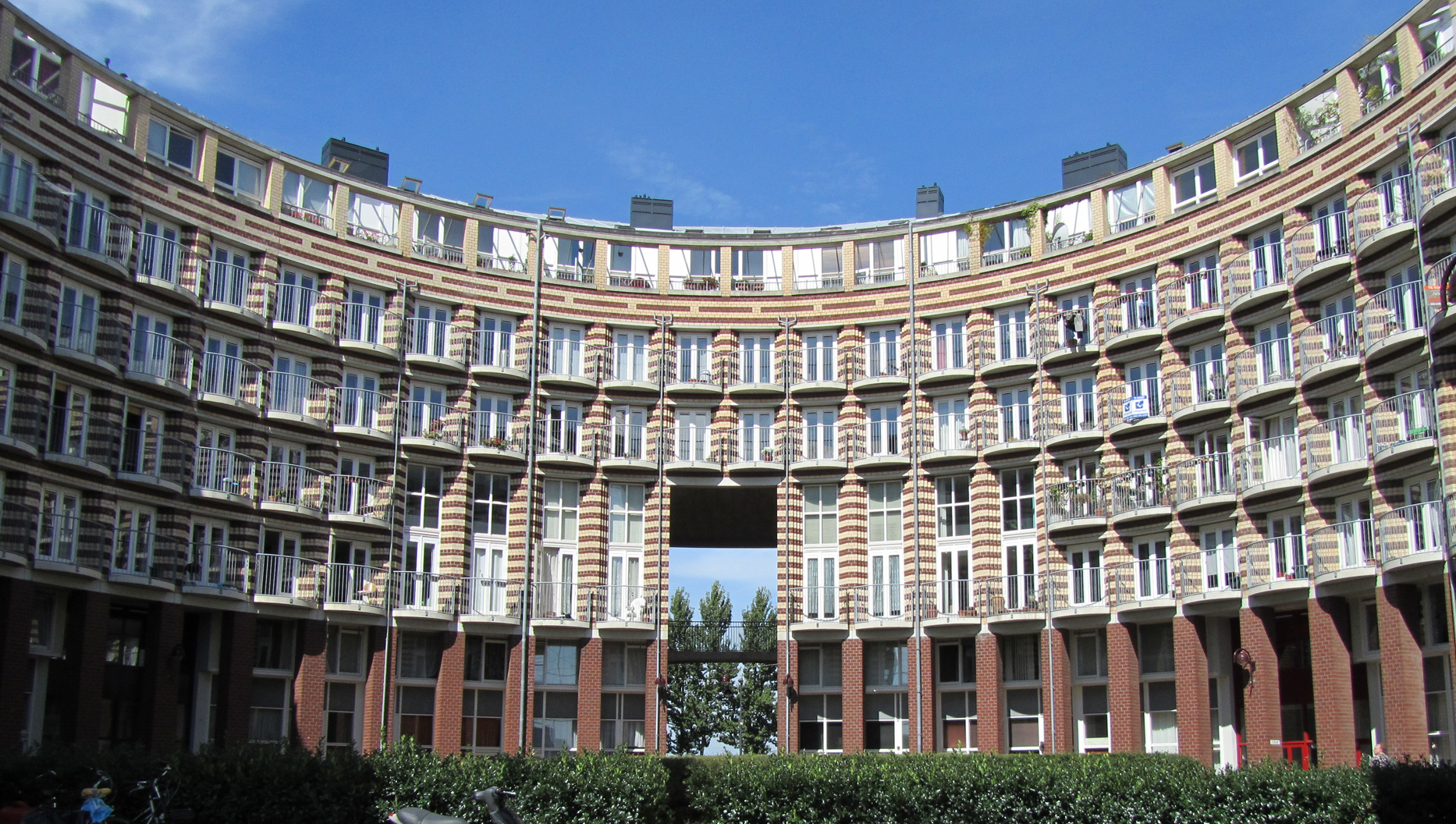
Noordelijke pleinwand met arcade en doorgang naar KNSM-laan (2023)

De bebouwing rondom het Barcelonaplein creëert een bijzondere, bijna mediterraanse sfeer. Er is ook wel kritiek vanwege de krappe afmetingen van de balkonnetjes aan de pleinzijde (eigenlijk zijn het Franse balkons), die bovendien dicht naast elkaar geplaatst zijn. Ook het feit dat bewoners aan de pleinzijde uitkijken op hun medebewoners en dat het geluid tegen de gevels weerkaatst, wordt als een minpunt gezien. Voor de pleingevel maakte Albert gebruik van rode en gele baksteen: bij de onderste verdiepingen, die schuil gaan achter een arcade, werd rode baksteen toegepast, de bovenste verdieping heeft gele muurdammen, en bij de tussengelegen verdiepingen tonen de muurdammen een afwisseling van horizontale rode en gele banden. Deze zogenaamde 'speklagen' zijn kenmerkend voor de Maaslandse renaissancestijl in het Luiks-Limburgse Maasland, waar de wortels van deze architect liggen.
De gevels aan de min of meer rechthoekige binnenhoven zijn, evenals de buitengevels, opgetrokken in rode baksteen met kunststenen dorpels en lateien. De balkons aan de binnenhoven zijn ruimer dan die aan de buitengevels en die aan het Barcelonaplein. De binnenhoven zijn ingericht als kijktuinen, oorspronkelijk met geometrische vormen, een licht golvend tapijt van sedum en aluminium bakken met klimplanten. Het ontwerp is om praktische redenen diverse malen aangepast. Thans domineert een aanplant van bodembedekkers en heesters.

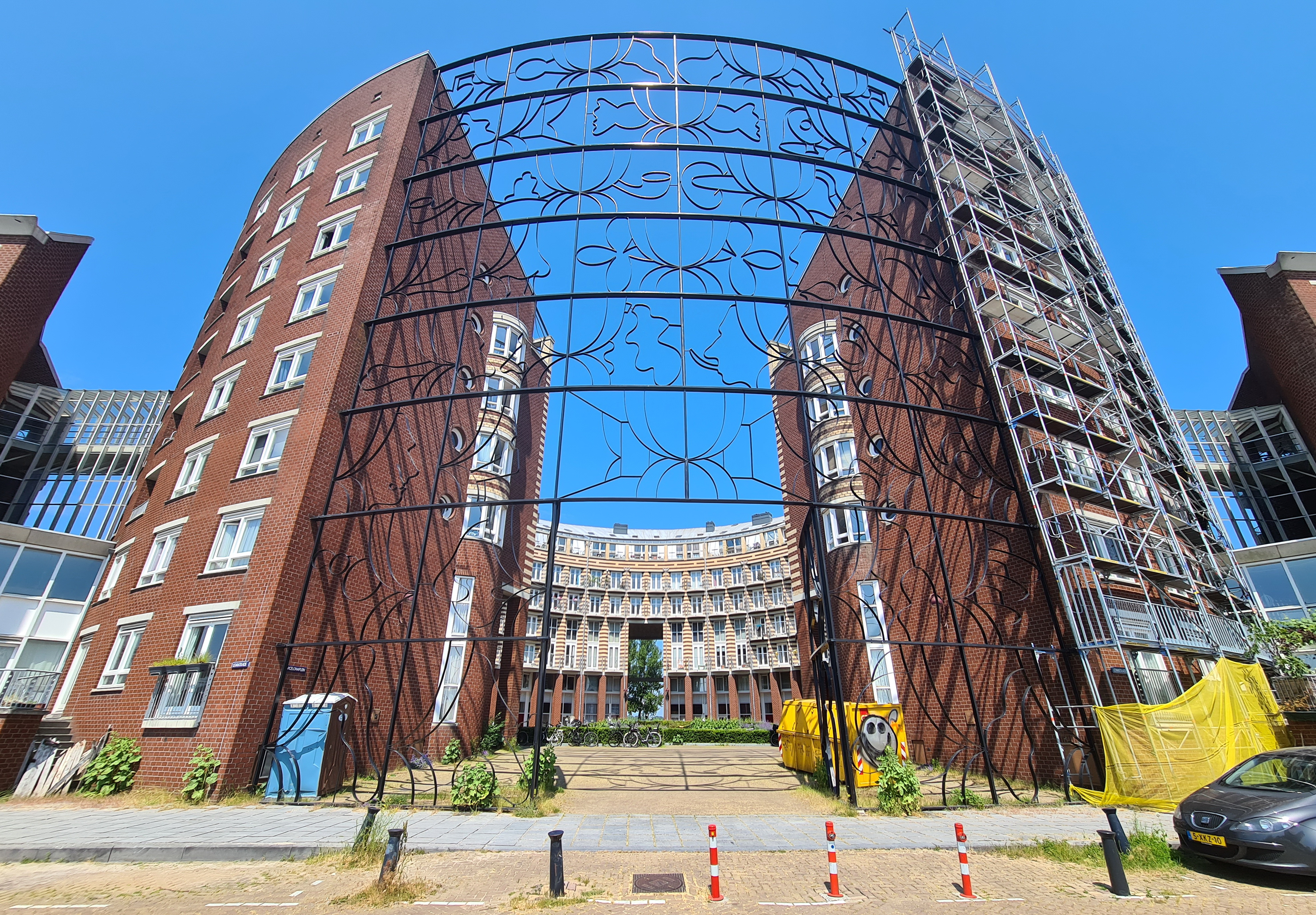
Overzicht Barcelonaplein vanaf de Levantkade
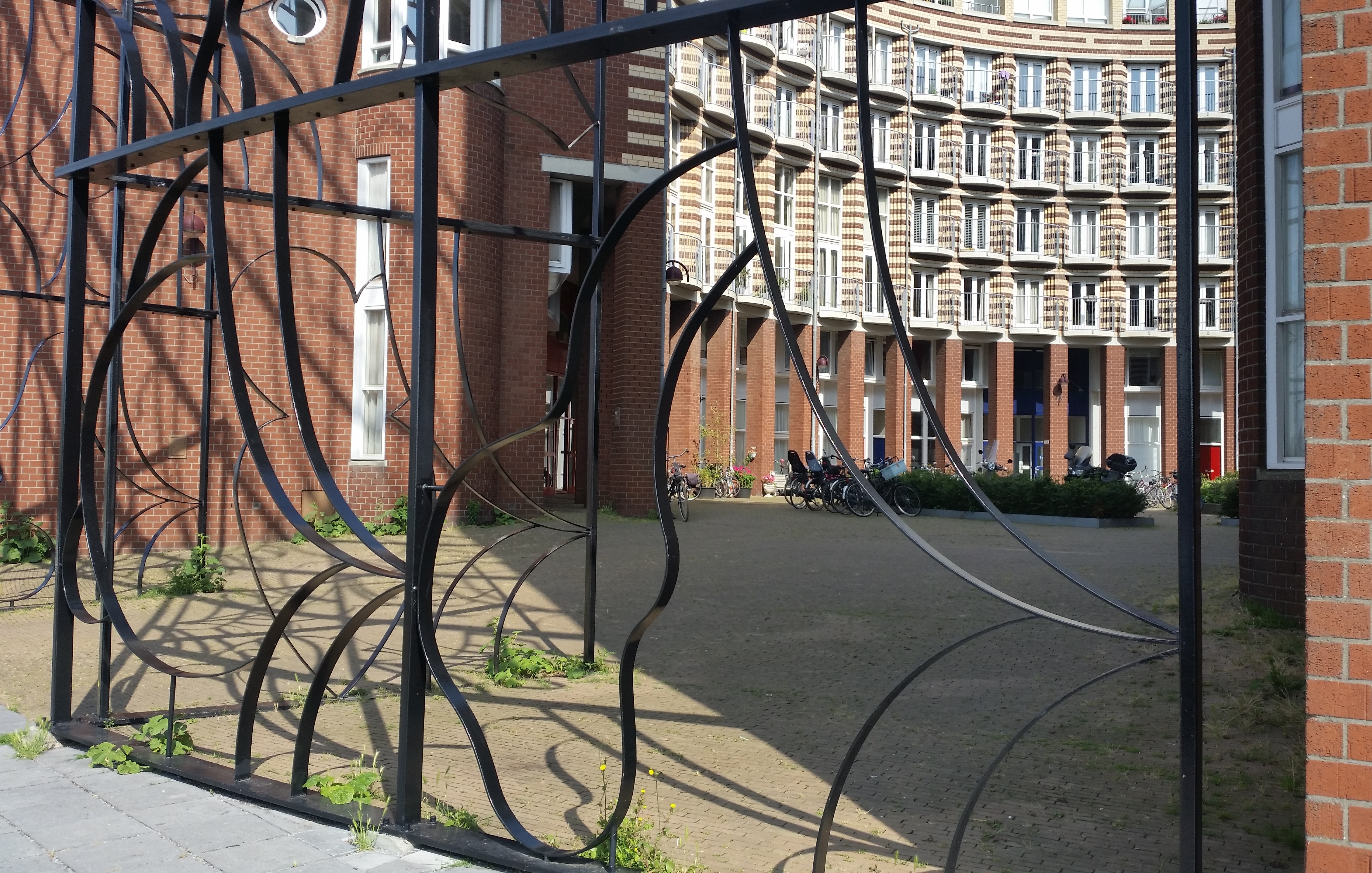
Detail hekwerk Tordoire en arcade
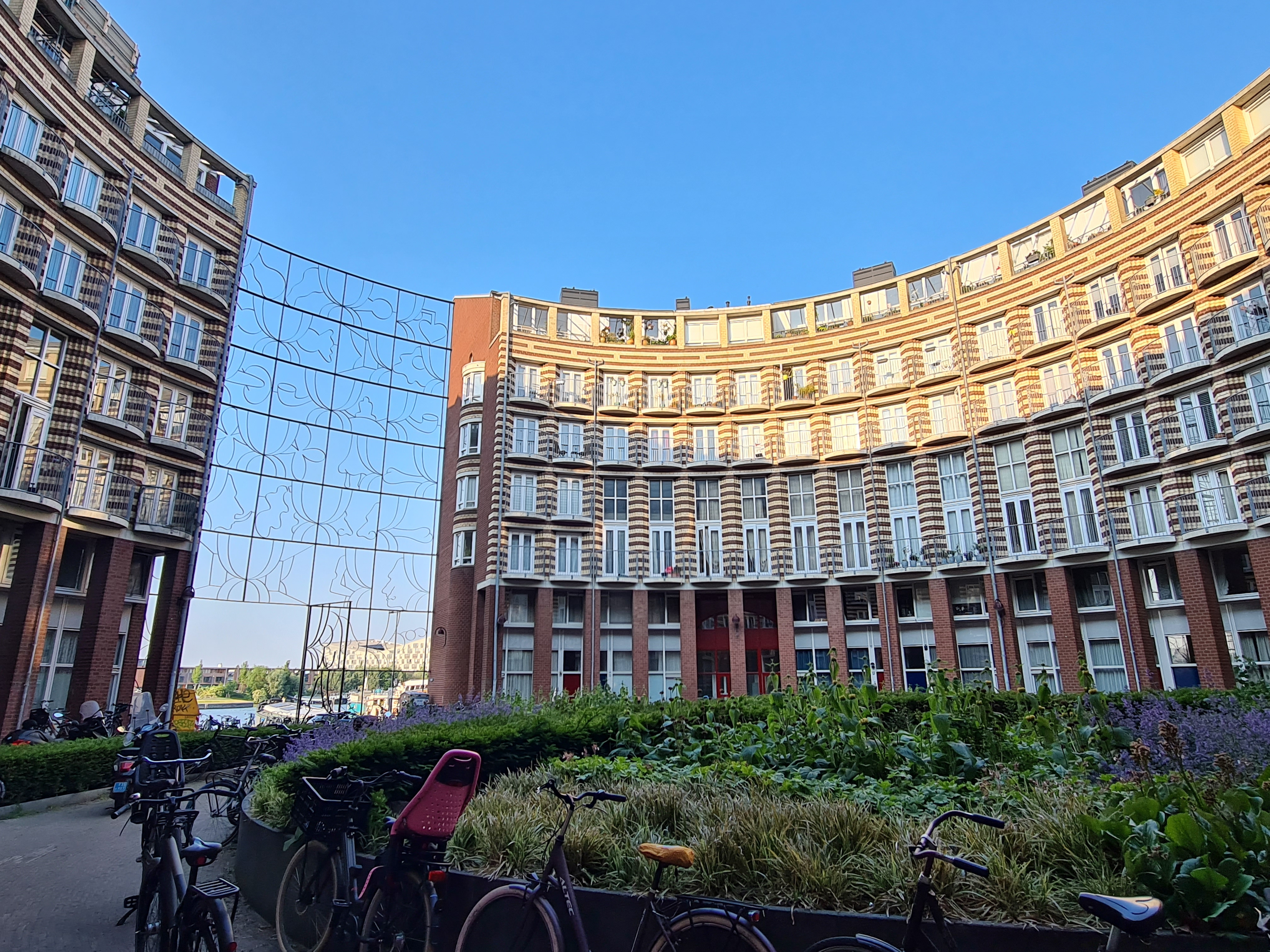
Zuidwestelijke pleinwand met hekwerk en arcade
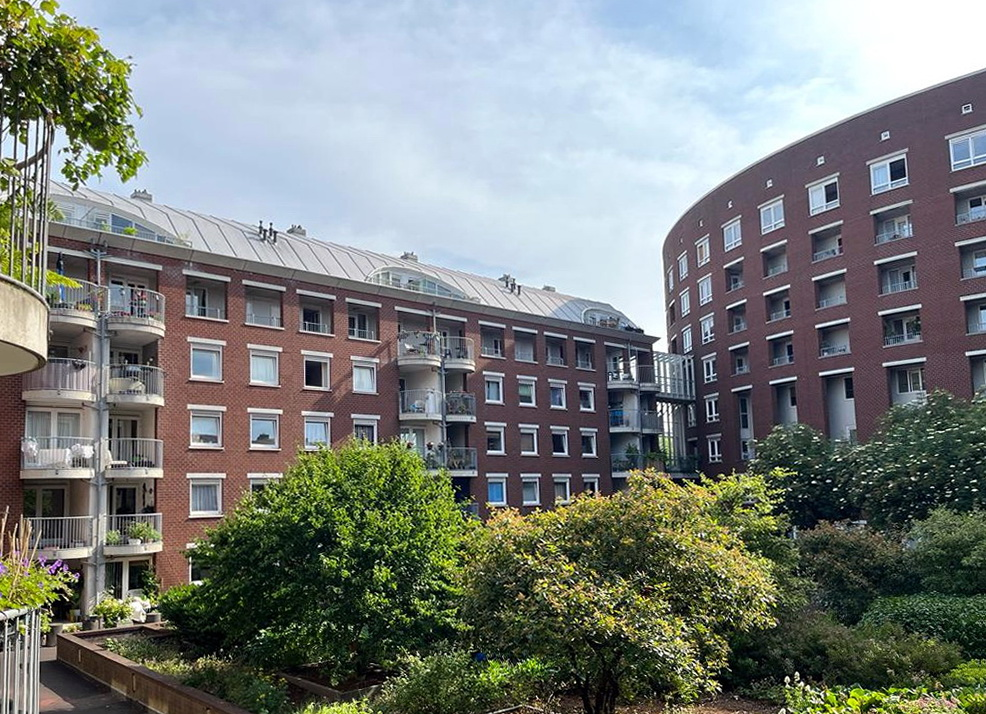
Westelijke binnenhof en tuin

### Architectuurdetails
Gebouw Barcelona heeft een rijke geveldetaillering, waarbij typisch negentiende-eeuwse architectuurelementen als portieken, arcades, Franse balkons, loggia's, erkers en dakkapellen een eigentijdse vorm hebben gekregen. Ook de accentuering van de hoeken door middel van torenachtige elementen kan als typisch negentiende-eeuws worden gezien. Door de architectuurcriticus Hans Ibelings werden deze postmoderne toevoegingen als pittoresk afgedaan.

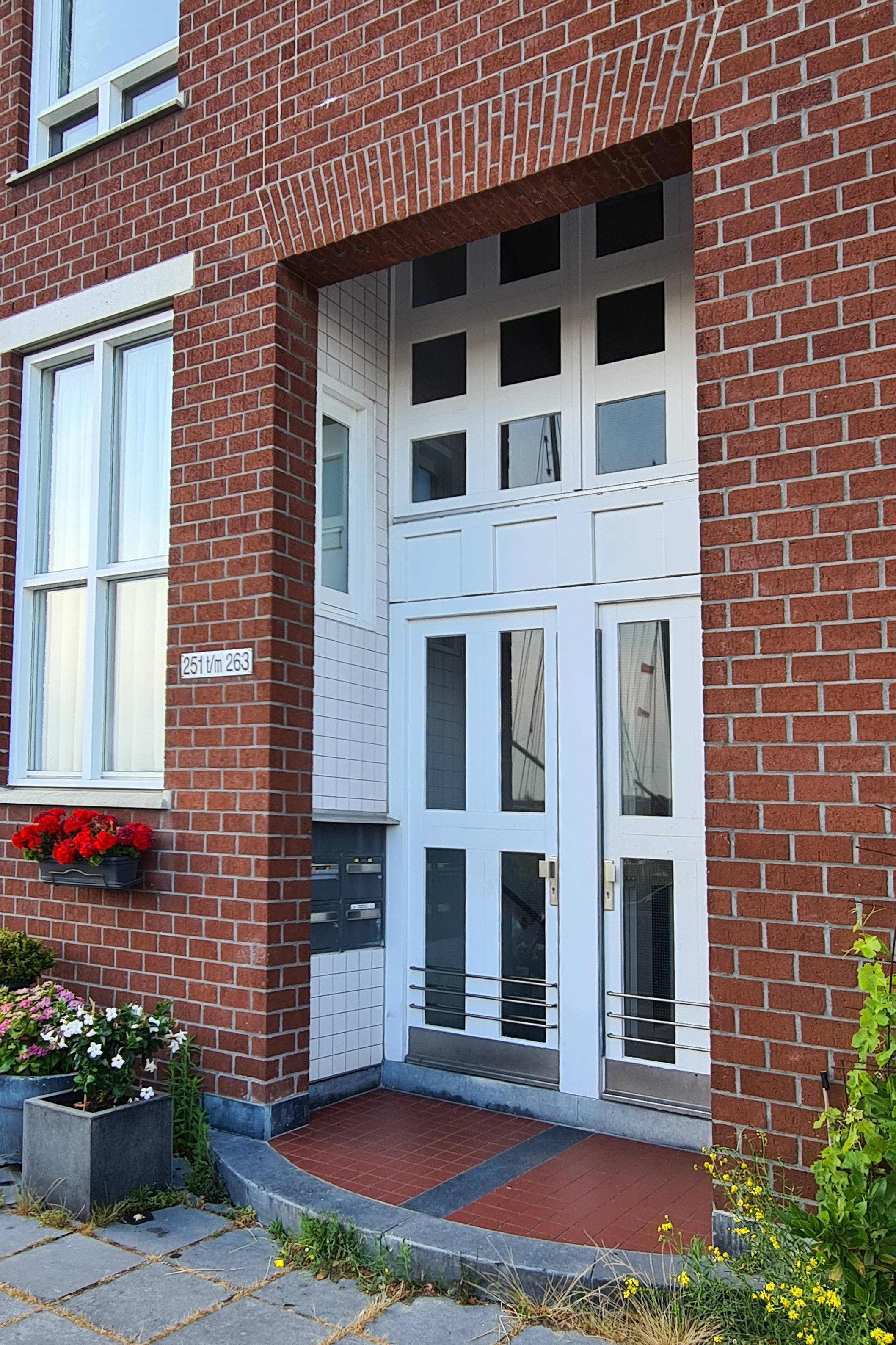
Portiek zuidgevel
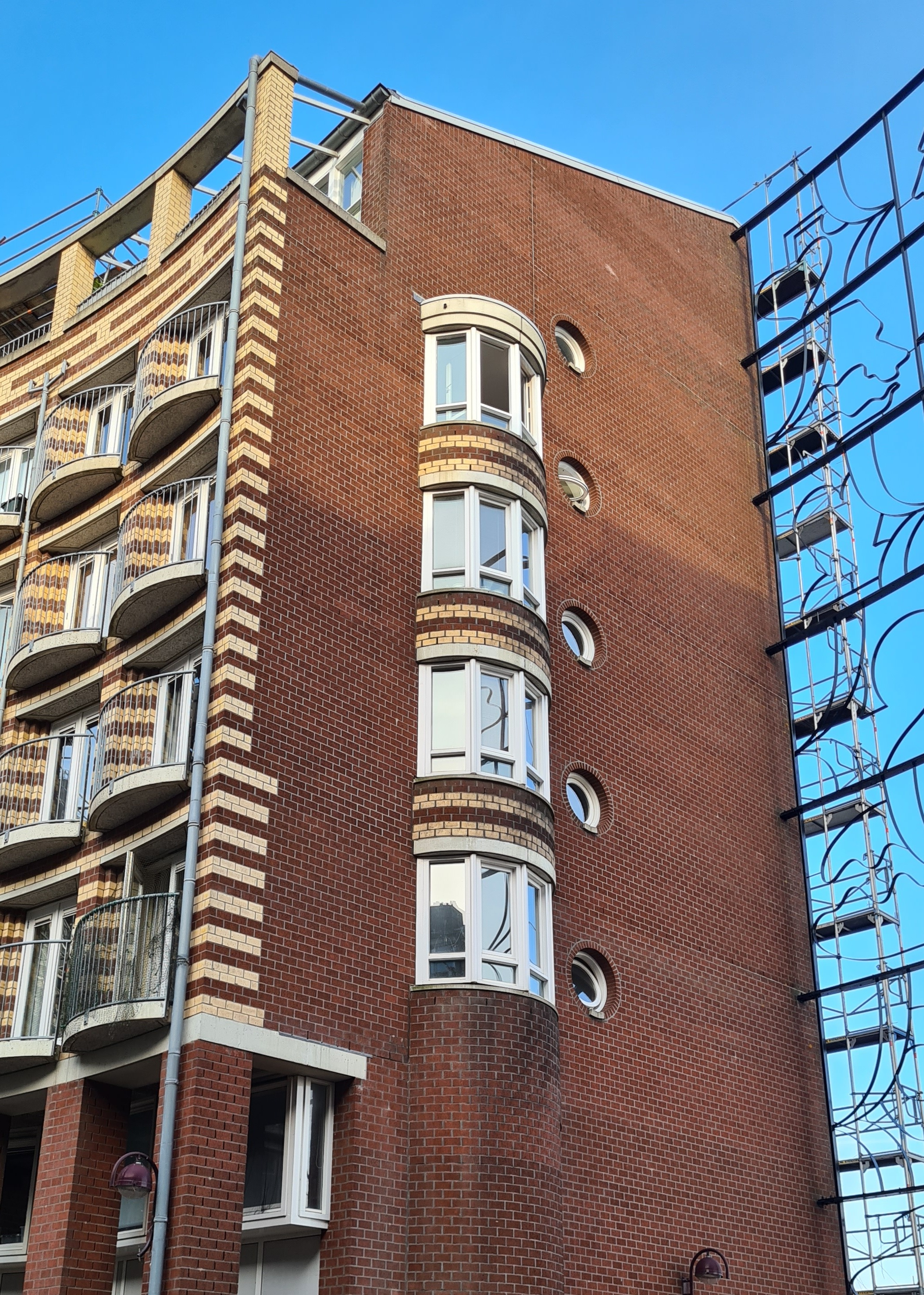
Halfronde en ronde elementen
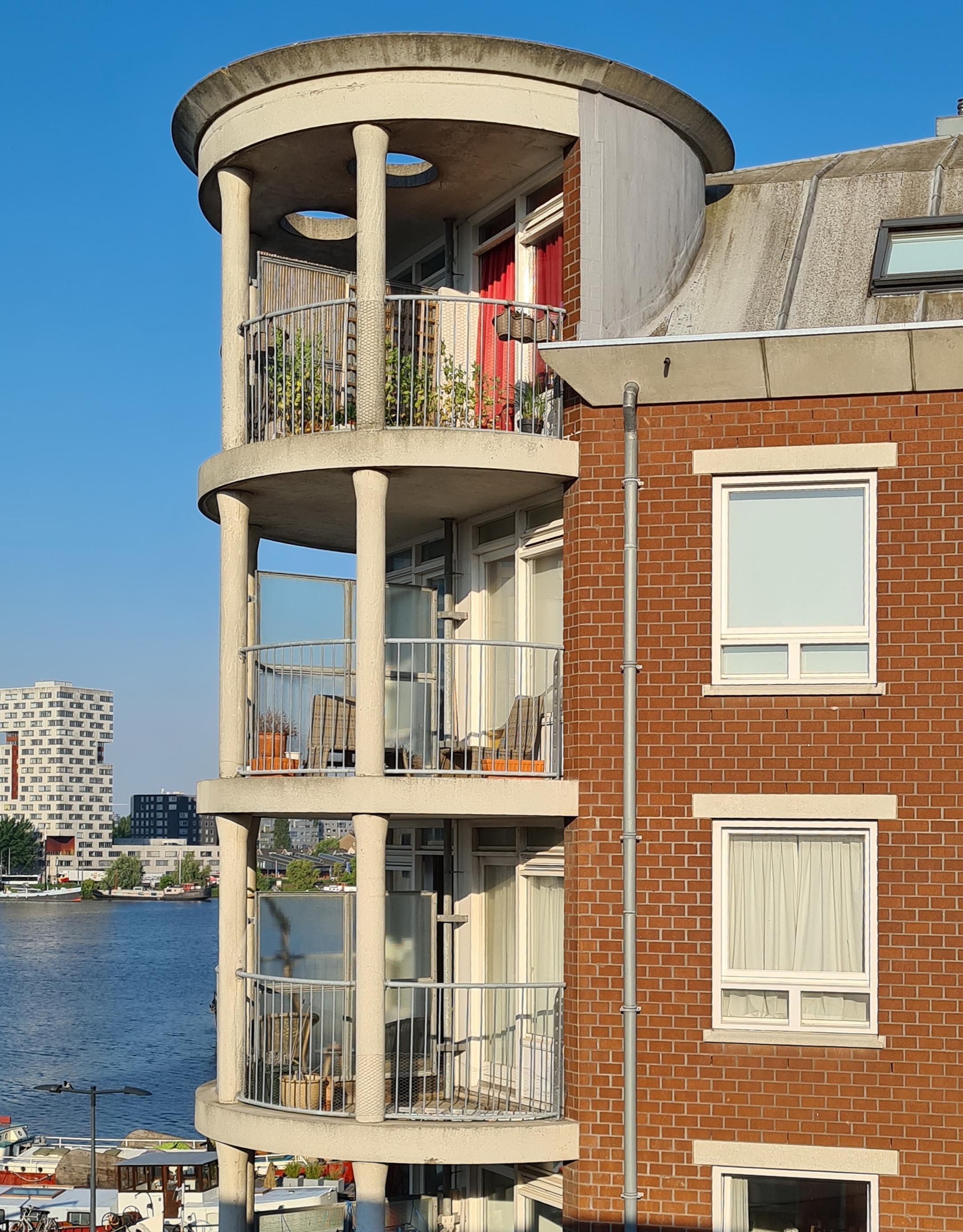
Torenachtige hoekbalkons
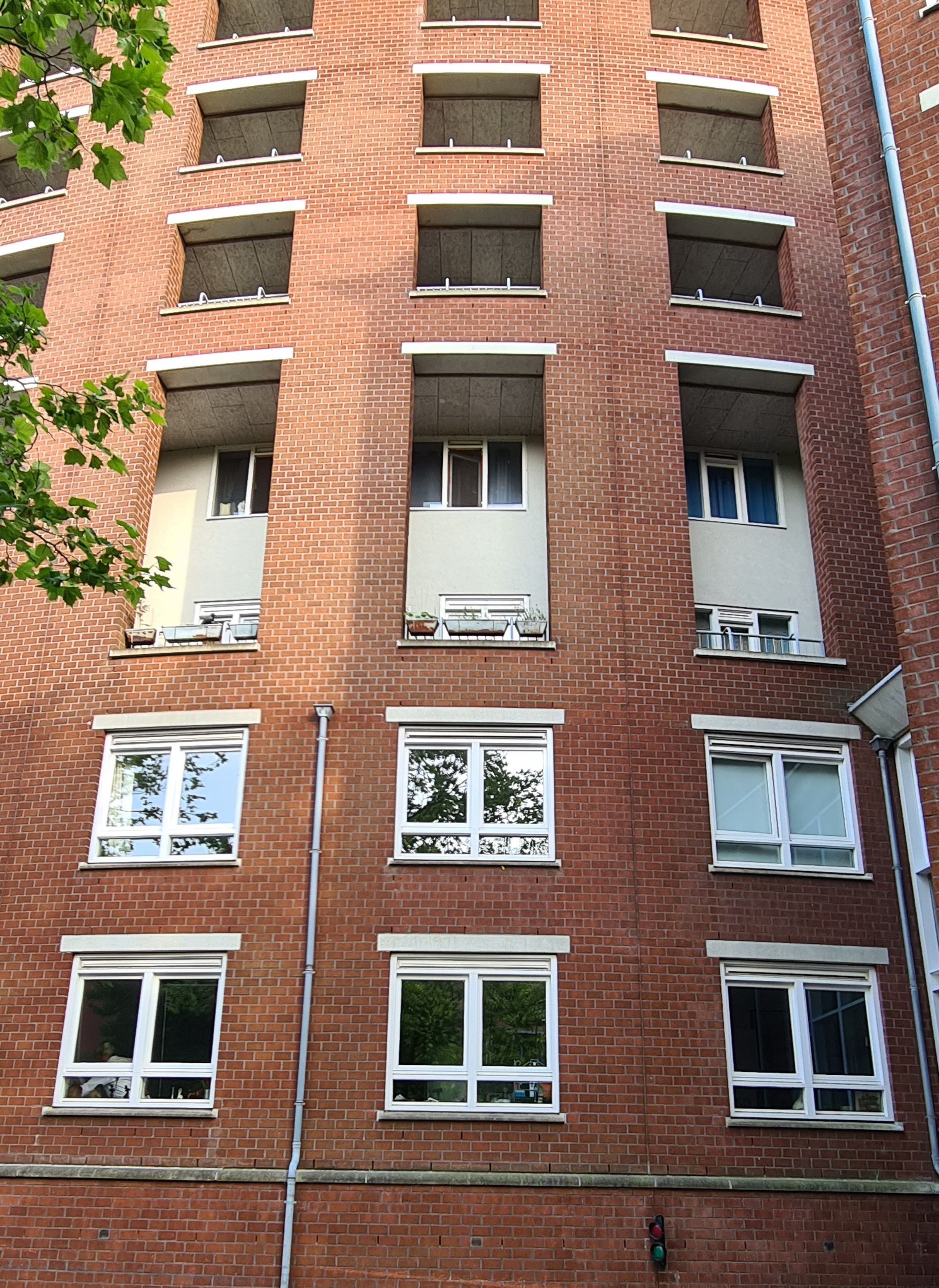
Loggia's noordgevel

### Kunstwerken
De opening aan de zuidzijde van het ronde gebouw wordt afgesloten door een kunstzinnig vormgegeven hekwerk van de Belgische kunstenaar Narcisse Tordoir. Aan de noordzijde geeft een flauwe trap met vijf treden vanaf de KNSM-laan toegang tot het complex. Deze trap, met op iedere trede een tekst, is ontworpen door dichter-kunstenaar Jouke Kleerebezem.